# Eldey
Eldey (in islandese: "Isola del Fuoco") è una piccola isola situata a circa 15 km (10 miglia) dalla costa meridionale della penisola di Reykjanes, nella parte sud-ovest dell'Islanda. Copre un'area di circa 0.03 km² (30.000 m²), e raggiunge un'altezza massima di 77 metri, dandone l'aspetto di un monolite che si erge dall'oceano. Le scogliere ospitano molti uccelli, inclusa una vastissima colonia di sule con 70.000 esemplari, una delle più grandi del mondo.
L'isola era popolata anche da una grande popolazione di alca impenne (Pinguinus impennis) prima che venissero cacciati e si estinguessero.
Il nome "Isola del Fuoco" deriva dal fatto che Eldey è nata da un'eruzione sottomarina. Altre tre isole sono nate in quest'area, su una faglia che continua per 84 km verso sud-ovest, da eruzioni sottomarine in tempi storici, ma sono scomparse a causa dell'erosione. Almeno 10 eruzioni ci sono state dai tempi dell'insediamento qui, la più documentata è quella del 1783, quando apparve un'isola a cui fu dato il nome di Nyey, l'Isola Nuova, e fu dedicata al re di Danimarca. L'isola scomparve alla fine dell'eruzione. Le ultime eruzioni, con relativi movimenti tettonici, si ebbero nel 1970-71.
Il gruppo di scogli e rocce che si ergono dal mare sono chiamati Fuglasker, Rocce degli Uccelli, o Eldeyjar, Isole di Fuoco. Si dice che l'ultima coppia di grande alca (Pinguinus impennis) col loro ultimo uovo siano stati cacciati qui il 3 giugno 1844. Una colonia visse sul Geirfuglasker, la Roccia dei Grandi Alca, fino a che non fu sommersa nel 1830, per poi riemergere in seguito. La loro estinzione fu provocata dalla loro incapacità di volare e la conseguente incapacità di adattarsi ai nuovi predatori introdotti dall'uomo, compreso l'uomo stesso.
Per i pescatori e marinai britannici Eldey era nota per la sua pericolosità, la chiamavano “Count Rock” o “Flour Sack”. I banchi pescosi che si trovano intorno alle sue acque (aringhe, aragoste…) erano però, allora come oggi, spesso protetti da tempeste, venti e correnti tumultuose. I naufragi sulle scogliere e gli scogli erano numerosissimi. La principale rotta di pesca transita tra Eldey e Geirfuglasker.